# Taira Toshiko
Taira Toshiko (jap. 平良 敏子; * 14. Februar 1921 in Ōgimi in der Präfektur Okinawa; † 14. September 2022 ebenda) war eine japanische Färberin und Kunsthandwerkerin. Sie wurde 2000 als Lebender Nationalschatz für das seit 1974 titulierte „wichtige immaterielle Kulturgut“ „Färben und Herstellen von Textilien aus Bananenstauden“ (芭蕉布, Bashōfu) deklariert.

## Leben
Taira Toshiko wandte sich auf Anregung ihres Lehrers Ōhara Sōichirō, der sie in Kurashiki in der Präfektur Okayama ausbildete, und dem Färber Tonomura Kichinosuke dem traditionellen Kunsthandwerk Okinawas zu, dem sie durch ihre Arbeit eine neue Wertschätzung verschaffte. Sie belebte eine Jahrhunderte alte Technik des Königreichs Ryūkyū aus den Fasern von Bananenstauden Textilien herzustellen und diese zu färben. 1974 wurde diese Technik der Gesellschaft für den Erhalt von Textilien aus Bananenstauden in Kijoka (喜如嘉の芭蕉布保存会, Kijoka no Bashōfu Hozonkai) als „wichtiges immaterielles Kulturgut“ deklariert. Als deren Repräsentantin wurde Taira Toshiko am 6. Juni 2000 zum Lebenden Nationalschatz ernannt. 1986 wurde sie zudem mit dem „Yoshikawa-Eiji-Kulturpreis“ (吉川英治文化賞, Yoshikawa Eiji Bunkashō) geehrt. Zuletzt erhielt sie 2002 den Orden der Edlen Krone (4. Verdienstklasse). Taira Toshiko starb am 14. September 2022 im Alter von 101 Jahren in ihrem Heimatort.